# Nathaly Dufour
Nathaly Dufour, née le 12 juillet 1966 au Québec, est une femme politique québécoise. Elle est diplômée en droit de l’Université Laval et diplômée du Barreau du Québec en 1991. 

## Biographie
Après quelques années de pratique du droit, elle retourne aux études en théâtre et cinéma. Elle est par la suite devenue chroniqueuse en cinéma et littérature à la télévision communautaire TVA-Québec, puis journaliste à l’hebdo Voir à Québec. Elle a aussi été correspondante culturelle à Québec pour Le Devoir. Elle habite Québec
Elle a déposé à la fin de 2011 une pétition à l’Assemblée nationale pour une enquête publique sur la corruption dans le domaine de la construction. À la suite de cette pétition, signée par près de 40 000 citoyens, le gouvernement Québécois a créé la Commission Charbonneau.
Elle a également œuvré comme conseillère en gestion philanthropique pour divers organismes.
Membre et vice-présidente du parti politique Option nationale, elle en devient la présidente en avril 2013, puis, chef politique intérimaire le 19 juin 2013, quand Jean-Martin Aussant se retire,,,,.
En octobre 2013, le nouveau chef politique Sol Zanetti  étant choisi, Nathaly Dufour retourne à la présidence d'Option nationale,.
Entre 2016 et 2018, elle travaille comme attachée politique de la députée à l'Assemblée nationale et chef du Bloc Québécois, Martine Ouellet.

## Œuvres
- Sous la toge 1, Éd. Stanké, 2009[10]
- Sous la toge 2, Éd. Stanké, 2010
- Martine Ouellet, Oser déranger, Québec Amérique, 2020